# Seznam rektorů olomoucké univerzity
Toto je seznam rektorů olomoucké univerzity, jejímž přímým pokračovatelem je dnes Univerzita Palackého v Olomouci.
Olomoucká univerzita vznikla v roce 1573 přiznáním univerzitních privilegií dosavadní Jezuitské akademii. Pozici Rectora Magnifica automaticky zastával rektor Jezuitské koleje, prvním na tomto postu byl Hurtado Pérez. Od padesátých let 18. století probíhal zápas mezi císařovnou Marii Terezií a jezuity o moc nad univerzitou. Císařovna nejprve rozhodla, že Rectora Magnifica bude volit akademická obec. Nicméně i volba v roce 1765 vedla k obsazení pozice jezuitou, načež se císařovna rozhodla vzít celou věc pevně do svých rukou, a v roce 1766 jmenovala nejvyšším hodnostářem univerzity první světskou osobnost, profesora práva Johanna Heinricha Bösenselleho.
K nejvýznamnějším rektorům olomoucké univerzity patří zakladatel moderní moravské historiografie Josef Vratislav Monse, či slovinský filosof Franz Samuel Karpe.
První ženou na postu rektora české vysoké školy se stala na Univerzitě Palackého v roce 1950 Jiřina Popelová.
Současným rektorem Univerzity Palackého je Michael Kohajda, který tuto funkci zastává od 1. května 2025.

## Jezuitská kolej Tovaryšstva Ježíšova

### Jezuitští rektoři v 16. století
| od          | do          | rektoři                              | další údaje                                                  |
| ----------- | ----------- | ------------------------------------ | ------------------------------------------------------------ |
| 4. 10. 1566 | 8. 9. 1580  | Hurtado Pérez SJ                     | (asi 1526 Mula, Španělsko – 1594 Olomouc)                    |
| 8. 9. 1580  | 10. 9. 1585 | Theol. Dr. Alexander Heller SJ       | (1536, Vídeň – 2. 10. 1611, Kostnice)                        |
| 10. 9. 1585 | 10. 8. 1589 | Barthelémy Villiers SJ               | (1529, Bastogne v Lucembursku – 21. 4. 1626, Štýrský Hradec) |
| 10. 8. 1589 | 13. 1. 1596 | Theol. Dr. Johannes Werner Garten SJ | (1549, Hesensko – po r. 1607, Kladsko)                       |
| 13. 1. 1596 | 5. 6. 1600  | Pierre Torrentin SJ                  | (1548, Venray v Limbursku – 5. 1. 1614, Brno)                |

### Jezuitští rektoři v 17. století
| od                       | do           | rektoři                                               | další údaje |
| ------------------------ | ------------ | ----------------------------------------------------- | --- |
| 5. 6. 1600               | 17. 5. 1607  | Theol. Dr. Pedro Jiménez, SJ                          | (29. 3. 1554, Toledo – 29. 11. 1633, Millstatt) |
| 17. 5. 1607              | 3. 6. 1612   | Theol. Dr. Johannes Decker, SJ                        | (27. 12. 1560, Hazebroek – 10. 1. 1619, Štýrský Hradec)                                                                                            |
| 3. 9. 1613               | 23. 3. 1618  | Řehoř Rumer, SJ                                       | (1569, Báhoň – 29. září 1627, Brno) |
| 23. 3. 1618              | 10. 1. 1622  | Theol. Dr. Pedro Jiménez, SJ                          | |
| 10. 1. 1622              | 3. 3. 1626   | Jiří Meridies (Jerzy Połednie), SJ                    | (kolem roku 1579, Gliwice – 30. 8. 1639, Praha) |
| 3. 3. 1626               | 5. 11. 1629  | Theol. Dr. Matthaeus Kossubius, SJ                    | (kolem roku 1583, Pszczyna – 15. 6. 1642, Těšín)                                                                                                   |
| 5. 11. 1629              | 15. 2. 1633  | Theol. Dr. Daniel Kirchner, SJ                        | (1583, Kladsko – 18. 10. 1640, Brno) |
| 15. 2. 1633              | 14. 3. 1636  | Phil. Dr. Theol. Dr. Blažej Slanina, SJ               | (3. 2. 1588, Jindřichův Hradec – 5. 5. 1653, Jičín)                                                                                                |
| 14. 3. 1636              | 20. 8. 1640  | Theol. Dr. Paolo Anastasio, SJ                        | (kolem r. 1594, Perugia – 26. 9. 1647, Praha) |
| 20. 8. 1640              | 3. 10. 1644  | Theol. Dr. Georg Schönberger, SJ                      | (1597, Innsbruck – 1. srpna 1645, Uherské Hradiště)                                                                                                |
| 3. 10. 1644              | 15. 4. 1649  | Theol. Dr. Georg Molitoris, SJ                        | (1594, Krosno – 29. 12. 1661, Brno) |
| 15. 4. 1649              | 3. 5. 1652   | Phil. Dr. Theol. Dr. Michael Tamasfi, SJ              | (1600, Budmerice – 19. března 1662, Olomouc) |
| 3. 5. (nebo 28. 9.) 1652 | 12. 9. 1655  | Eustachius Remigius, SJ                               | (8. 10. 1598, Lutych – 12. 9. 1655, Olomouc) |
| 1. 11. 1655              | 1. 11. 1658  | Theol. Dr. Daniel Krnovský, SJ                        | (1608 Krnov – 20. 3. 1665 Praha) |
| 1. 11. 1658              | 13. 12. 1661 | Phil. Dr. Theol. Dr. Simon Schürer, SJ                | (6. 4. 1614, Falknov – 1. nebo 10. 10. 1667, Praha)                                                                                                |
| 22. 1. 1662              | 19. 3. 1662† | Phil. Dr. Theol. Dr. Michael Tamasfi, SJ              | Po smrti M. Tamasfiho řídil kolej do jmenování nového rektora P. Georg König, SJ (kolem 1618, Hlohov – 1. 8. 1664, v bitvě s Turky u sv. Gotharda) |
| 2. 7. 1662               | 14. 7. 1665  | Phil. Dr. Theol. Dr.Georg Hohenegger, SJ              | (5. 4. 1616, Ingolstadt – 29. 5. 1637, Jindřichův Hradec)                                                                                          |
| 14. 7. 1665              | 16. 10. 1666 | Phil. Dr. Václav Zimmermann, SJ                       | (5. 4. 1616 nebo 1622 Jindřichův Hradec – 16. 4. 1691 Jindřichův Hradec)                                                                           |
| 16. 10. 1666             | 4. 11. 1668  | Phil. Dr. Theol. Dr. Simon Schürer, SJ                | |
| 4. 11. 1668              | 8. 12. 1671  | Phil. Dr. Theol. Dr. Řehoř Král, SJ                   | (5. 3. 1624 Chotěšov – 27. 3. 1684 Praha) |
| 8. 12. 1671              | 18. 12. 1674 | Theol. Dr. Matthaeus Zeidler, SJ                      | (26. listopadu 1626, Cheb – 12. června 1697, Olomouc)                                                                                              |
| 18. 12. 1674             | 16. 1. 1678  | Phil. Dr. Theol. Dr. Václav Sattenwolff, SJ           | (1624, Starovice nebo Slavkov – 29. 12. 1691, Praha)                                                                                               |
| 16. 1. 1678              | 21. 3. 1681  | Phil. Dr. Theol. Dr. Jan Waldt, SJ                    | (6. 6. 1632, Jihlava – 20. 11. 1705, Praha) |
| 21. 3. 1681              | 8. 10. 1684  | Phil. Dr. Theol. Dr. Emmanuel de Boye, SJ             | (12. 10. 1639, Praha – 24. 12. 1700, Nisa) |
| 22. 10. 1684             | 18. 2. 1687  | Phil. Dr. Theol. Dr. Georgius Weis, SJ                | (23. 4. 1636, Hradec Králové – 18. 12. 1687, Olomouc)                                                                                              |
| 19. 2. 1687              | 19. 2. 1690  | Phil. Dr. Theol. Dr. Georg Hiller, SJ                 | (18. 1. 1638, Kanth – 24. 2. 1706, Znojmo) |
| 19. 12. 1690             | 12. 4. 1694  | Phil. Dr. Theol. Dr. Emmanuel de Boye, SJ             | |
| 12. 4. 1694              | 11. 5. 1695  | Phil. Dr. Theol. Dr. Georg Hiller, SJ                 | |
| 3. 8. 1695               | 28. 5. 1697  | Phil. Dr. Theol. Dr. Ferdinand Rudolf Waldthauser, SJ | (28. 12. 1641, Jihlava – 27. 6. 1707, Praha) |

### Jezuitští rektoři v 18. století
| od           | do           | rektoři                                                           | další údaje                                              |
| ------------ | ------------ | ----------------------------------------------------------------- | -------------------------------------------------------- |
| 6. 8. 1697   | 3. 10. 1700  | Phil. Dr. Theol. Dr. Tomáš Schmidl, SJ                            | (16. 12. 1636, Olomouc – 13. 4. 1702, Praha)             |
| 13. 10. 1700 | 11. 11. 1703 | Leopold Henndt, SJ                                                | (25. 9. 1649, Brusel – 28. 11. 1709, Jindřichův Hradec)  |
| 11. 3. 1703  | 18. 6. 1723  | Phil. Dr. Theol. Dr. Jakub Stessl, SJ                             | (24. 7. 1658, Siebenhirten – 8. 6. 1723, Praha)          |
| 13. 12. 1707 | 8. 9. 1708   | Jindřich Schmid, SJ                                               | (10. 3. 1647 Jablonné – 5. 10. 1713 Středokluky u Prahy) |
| 18. 9. 1708  | 17. 12. 1711 | Phil. Dr. Theol. Dr. Jan Capeta, SJ                               | (18. 1. 1652 Telč – 6. 11. 1723 Košumberk)               |
| 17. 12. 1711 | 24. 2. 1715  | Phil. Dr. Theol. Dr. Jan Miller SJ                                | (17. 9. 1650 – 21. 9. 1723, Liběšice)                    |
| 24. 12. 1715 | 26. 4. 1718  | Phil. Dr. Karel Pfefferkorn, SJ                                   | (1657 Košumberk – 24. 6. 1728 Košumberk)                 |
| 26. 4. 1718  | 11. 6. 1719  | Phil. Dr. Theol. Dr. Jan Mühlwentzel, SJ                          | (27. 8. 1662 Cheb – 11. 6. 1719 Olomouc)                 |
| 1. 11. 1719  | 30. 11. 1722 | Phil. Dr. Theol. Dr. František Fragstein, SJ                      | (24. 8. 1661 Opava – 9. 7. 1728 Nisa)                    |
| 30. 11. 1722 | 26. 11. 1726 | Phil. Dr. Theol. Dr. Jan Seidel, SJ                               | (12. 5. 1671 Paczków – 15. 9. 1742 Praha)                |
| 12. 12. 1726 | 2. 1. 1730   | Phil. Dr. Jan Roller, SJ                                          | (13. 11. 1678 Lanškroun – 27. 3. 1750 Praha)             |
| 22. 1. 1730  | 17. 12. 1733 | Phil. Dr. Theol. Dr. Jiří Slezina, SJ                             | (6. 4. 1663, Stará Plesná – 17. 12. 1744, Jičín)         |
| 17. 12. 1733 | 8. 11. 1736  | Phil. Dr. Theol. Dr. Jan Heilmann, SJ                             | (17. ledna 1679 Jihlava – 9. srpna 1745 Bohosudov)       |
| 10. 2. 1737  | 25. 5. 1740  | Phil. Dr. Theol. Dr. Jiří Peter, SJ                               | (29. 1. 1679 Lošov u Olomouce – 7. 9. 1749 Jičín)        |
| 29. 5. 1740  | 10. 10. 1743 | Phil. Dr. Theol. Dr. Jan Klausal, SJ                              | (3. 5. 1687, Velvary – 15. 9. 1768, Praha)               |
| 22. 10. 1743 | 30. 10. 1746 | Phil. Dr. Jan Roller, SJ                                          |                                                          |
| 30. 10. 1746 | 29. 9. 1748  | Phil. Dr. Theol. Dr. Sebastian Friedl, SJ                         | (8. 1. 1688 Chornice u Jevíčka – 30. 9. 1748, Olomouc)   |
| 29. 9. 1748  | 19. 10. 1749 | Phil. Dr., Theol. Dr. Baltasar Lindner, SJ                        | (9. 1. 1702, Paczków v Horním Slezsku – 3. 5. 1768, Řím) |
| 19. 10. 1749 | 19. 10. 1752 | Phil. Dr. Theol. Dr. Jur. Can. Dr. Karel Rentsch, SJ              | (19. 11. 1699 Broumov – 3. 9. 1755 Praha)                |
| 22. 10. 1752 | 16. 5. 1756  | Phil. Dr. Theol. Dr. Jur. Can. Dr. Timotheus Rajský z Dubnice, SJ | (18. 12. 1700 Kamenná Voda – 3. 7. 1761 Praha)           |
| 16. 5. 1756  | 20. 10. 1757 | Phil. Dr. Theol. Dr. Jan Tille, SJ                                | (9. 11. 1703, Kamenice nad Lipou – 20. 3. 1760, Praha)   |
| 20. 10. 1757 | 3. 9. 1758   | Phil. Dr. Theol. Dr. Jur. Can. Dr. Karel Gottschlich, SJ          | (23. 12. 1703 Nowa Ruda ve Slezsku – 10. 4. 1770 Telč)   |
| 3. 9. 1758   | 3. 11. 1761  | Phil. Dr. Theol. Dr. Petr Janowka, SJ                             | (11. 11. 1704 Kutná Hora – 19. 2. 1784 Osek)             |
| 25. 11. 1761 | 1. 11. 1762  | Phil. Dr. Theol. Dr. Jur. Can. Dr. Ignác Thomas, SJ               | (20. 12. 1693 Opava – 5. 5. 1768 Liběšice)               |
| 1. 11. 1762  | 1. 12. 1764  | Theol. Dr. Phil.Dr. Theol.Dr. Jur.Can.Dr. Václav Kraus, SJ        | (1. 3. 1707 Vlašim – 1.11. 1772 Kutná Hora)              |

### Rektoři v 18. století po ukončení jezuitského monopolu
Dnem 1. prosince 1764 skončilo dosavadní spojení funkce rektora olomoucké koleje Tovaryšstva Ježíšova a rektora magnifika olomoucké univerzity Tovaryšstva Ježíšova. Václav Kraus byl tudíž od tohoto data do 6. ledna 1766 toliko rektorem olomoucké koleje Tovaryšstva Ježíšova.
| rok(y)                    | rektor                                        | další údaje                                            |
| ------------------------- | --------------------------------------------- | ------------------------------------------------------ |
| 1. 12. 1765 – 18. 1. 1766 | Theol. Dr. Arnold Ležák, OPraem               | (3. 1. 1701 Uherský Brod – 9. 7. 1774 Czorna v Uhrách) |
| 18. 1. 1766 – 10. 1. 1767 | Prof. Jur. Dr. Johann Heinrich Bösenselle     | (1719 – 18. 9. 1767 Olomouc)                           |
| 10. 1. 1767–1767          | Theol. Dr.Otto Hannalter, OPraem              | (18. 8. 1720 Opava – 17. 8. 1774 Olomouc)              |
| 1768                      | Theol. Dr. Augustin František Heissig, O.S.A. | (20. 4. 1713 Kolštejn – 27. 5. 1769 Olomouc)           |
| 1769                      | Theol. Dr. Norbert Schaumburg OPraem          | (13. 1. 1711 Hodonín – 31. 10. 1796 Olomouc)           |
| 1770–1771                 | Theol. Dr. Martin Tadeáš Slavíček, O.S.A.     | (15. 10. 1719 Vyškov – 31. 10. 1796 Olomouc)           |
| 1772                      | Theol. Dr. Norbert Schaumburg OPraem          |                                                        |
| 1773                      | Theol. Dr. Martin Tadeáš Slavíček, O.S.A.     |                                                        |

## Rektoři C. k. univerzity v Olomouci (17. 9. 1773 – 24. 5. 1778)
| rok(y)    | rektor                                                   | další údaje                                                               |
| --------- | -------------------------------------------------------- | ------------------------------------------------------------------------- |
| 1774      | Theol. Dr. Norbert Schaumburg OPraem                     |                                                                           |
| 1775      | Theol. Dr. Matyáš František Chorinský z Ledské           |                                                                           |
| 1776      | Theol. Dr. hrabě Leopold Antonín Podstatský z Prusinovic |                                                                           |
| 1776–1777 | Theol. Dr. Jan Matěj Butz z Rollsbergu                   | kanovník olomoucký                                                        |
| 1778      | Theol. Dr. Jan Antonín Otto Minquitz z Minquitzburgu     | kanovník olomoucký (1734, Hustopeče nad Bečvou – 12. února 1812, Olomouc) |

## Rektoři C. k. univerzity v Brně (24. 5. 1778 – 1. 11. 1782)
| rok(y)           | rektor                                         | další údaje                                |
| ---------------- | ---------------------------------------------- | ------------------------------------------ |
| 1779             | ThDr. Václav Schanza                           |                                            |
| 1780             | Prof. Jur. Dr. Phil. Dr. Josef Vratislav Monse |                                            |
| 1781             | Prof. Jur. Dr. Phil. Dr. Franz Samuel Karpe    | (17. 11. 1747 Kraň – 19. 9. 1806 Vídeň)    |
| 4. 12. 1781–1782 | ThDr. Bernard Böhm OPraem                      | (1. 2. 1744 Olomouc – 15. 8. 1793 Olomouc) |

## Rektoři C. k. lycea v Olomouci (1. 11. 1782 – 11. 3. 1827)
| rok  | rektor                                           | další údaje |
| ---- | ------------------------------------------------ | --- |
| 1783 | Jur. Dr. Johann Nepomuk Kniebandl von Ehrenzweig | (1733 Olomouc – 4. 2. 1786 Olomouc)                                                                             |
| 1784 | Med. Dr. Antonín Sebald                          | (? – 1799 Praha)                                                                                                |
| 1785 | JUDr. Phil Dr. Leopold Schulz von Straßnitzki    | (5. 4. 1743, Vídeň – 4. 2. 1814, Vídeň; 6. 4. 1808 povýšen do šlechtického stavu s predikátem von Strasznitzki) |
| 1786 | Theol. Dr. Pavel Ferdinand Niering               | (17. 11. 1746, Klášterní Hradisko – ?)                                                                          |
| 1787 | Med. Dr. Gottlieb Feichter von Feichtenthal      | (1. 8. 1747, Vídeň – 27. 7. 1801, Olomouc)                                                                      |
| 1788 | Theol. Dr. Josef Celestin Wimmer, O.S.A.         | (1746, Vídeň – po r. 1789 Lvov ?)                                                                               |
| 1789 | ThDr. Bernard Böhm OPraem                        | |
| 1790 | Jur. Dr. Johann Rason                            | (10. 2. 1753, Wick v Tyrolích – 2. 4. 1796, Olomouc)                                                            |
| 1791 | Med. Dr. Gottlieb Feichter von Feichtenthal      | |
| 1792 | Theol. Dr. Josef Gabriel, OFMCap                 | (20. 10. 1750, Štýrský Hradec – ?)                                                                              |
| 1793 | Phil. Dr. Franz Konrad Bartl                     | (14. 7. 1750, Vejprty – 28. 10. 1813, Olomouc)                                                                  |
| 1794 | Theol. Dr. Jan Václav Babor                      | (8. 3. 1762, Radomyšl – 21. 11. 1846, Olšany u Prostějova?)                                                     |
| 1795 | Jur. Dr. Ignaz Höchsmann                         | (31. 7. 1768, Uničov – 10. 4. 1813, Olomouc)                                                                    |
| 1796 | Phil. Dr. Josef Gaar                             | (24. 10. 1758, Walterskirchen – 22. 5. 1811, Olomouc)                                                           |
| 1797 | Jur. Dr. Christoph von Passy                     | (17. 11. 1763, Brixen – 1837, Vídeň)                                                                            |
| 1798 | Phil. Dr. Kajetán Tschink                        | (22. 4. 1763, Vídeň – 7. 11. 1809, Olomouc)                                                                     |
| 1799 | Theol. Dr. František Polášek                     | (4. 10. 1757, Příbor – 4. 7. 1818, Dolany)                                                                      |
| 1800 | Jur. Dr. Maximilian Füger                        | (11. 10. 1774, Štýrský Hradec – 14. 2. 1831, Lvov)                                                              |
| 1801 | Phil. Dr. Josef Gaar                             | |
| 1802 | Theol. Dr. František Polášek                     | |
| 1803 | Jur. Dr. Ignaz Höchsmann                         | |
| 1804 | Phil. Dr. Kajetán Tschink                        | |
| 1805 | Theol. Dr. Tomáš Kestler                         | (1805 – ?) |
| 1806 | Jur. Dr. Maximilian Füger                        | |
| 1807 | Phil. Dr. Martin Johann Wikosch                  | (8. 11. 1754, Uherský Brod – 26. 10. 1826, Vídeň)                                                               |
| 1808 | Theol. Dr. Josef Leopold Scheth                  | (1. 3. 1764, Tessenberg in Fürstenthal v Tyrolích – po r. 1818 Brno?)                                           |
| 1809 | Jur. Dr. Heinrich Scholz                         | (4. 8. 1764, Nová Dlouhá Voda u Krnova – po r. 1837?)                                                           |
| 1810 | Med. Dr. Karel Filip Hartmann                    | (22. 11. 1773, Heiligenstadt im Eichsfeld – 5. 3. 1810, Vídeň)                                                  |
| 1811 | Phil. Dr. Josef Gaar                             | |
| 1812 | Theol. Dr. Antonín František Mosig               | (1757, Sedmihorky – ?)                                                                                          |
| 1813 | Jur. Dr. Ignaz Beidtel                           | (1783, Dvorce na Moravě – 15. 5. 1865, Opava)                                                                   |
| 1814 | Med. Dr. Dominik Waidele                         | (31. 3. 1771, Freiburg im Breisgau – 6. 4. 1830, Olomouc)                                                       |
| 1815 | Phil. Dr. Josef Leonhard Knoll                   | (7. 11. 1775, Králíky – 27. 12. 1841, Vídeň)                                                                    |
| 1816 | Theol. Dr. Ignaz Martin Altegger                 | (1794 Ottobeuren ve Švábsku – ?)                                                                                |
| 1817 | Jur. Dr. Vincenz August Wagner                   | (7. 3. 1790, Thannhaussen ve Štýrsku – 14. 10. 1833, Baden)                                                     |
| 1818 | Med. Dr. Jan Jahn                                | (10. 3. 1780, Lipník nad Bečvou – 26. 11. 1855, Olomouc)                                                        |
| 1819 | Phil. Dr. Josef Wittgens                         | (31. 1. 1784, Olomouc – 8. 4. 1846, Olomouc)                                                                    |
| 1820 | Theol. Dr. Tomáš Josef Povondra, C.R.S.P.        | (25. ledna 1786, Kroměříž – 27. března 1832, Trident)                                                           |
| 1821 | Prof. Jur. Dr. Anton von Gapp                    | (24. 3. 1778, Lambach v Horních Rakousích – 1.4. 1862, Linz)                                                    |
| 1822 | Med. Dr. Johann Reislin von Sonthausen           | (20. května 1784, Sundhausen v Bádensku – 4. listopadu 1861, Olomouc)                                           |
| 1823 | Phil. Dr. Jan Fuchs, C.R.S.P.                    | (11. 2. 1785, Vídeň – 7. 5. 1848, Olomouc)                                                                      |
| 1824 | Theol. Dr. Tomáš Christ                          | (3. prosince 1791 Svitavy – 2. prosince 1870 Vídeň)                                                             |
| 1825 | Jur. Dr. Gustav Franz von Schreiner              | (6. 8. 1825, Bratislava – 1. 4. 1872, Štýrský Hradec)                                                           |
| 1826 | Med. Dr. Clemens Anton Schwarzer                 | (28. 7. 1787, Černá Voda u Malé Úpy – po r. 1827, Vídeň)                                                        |
| 1827 | Theol. Dr. Josef Höchsmann                       | (31. července 1792, Frankštát – 4. června 1859, Brno)                                                           |

## Františkova univerzita (31. 3. 1827 – 17. 5. 1860)
| rok                    | rektor                                  | další údaje                                                                          |
| ---------------------- | --------------------------------------- | ------------------------------------------------------------------------------------ |
| 1828                   | Theol. Dr. Ignaz Feigerle               |                                                                                      |
| 1829                   | Jur. Dr. Joseph Alois von Helm          | (14. července 1795 Pavlov – 17. srpna 1849 Karlovy Vary)                             |
| 1830                   | Med. Dr. Dominik Waidele                |                                                                                      |
| 1831                   | Phil. Dr. Andreas Spunar                | (17. listopadu 1794 Lhotka u Drahotuší – 16. listopadu 1840 Olomouc)                 |
| 1832                   | Theol. Dr. Engelbert Eligius Richter    | (1. prosince 1796 Klimkovice u Opavy – 3. prosince 1866 Šatov)                       |
| 1833                   | Jur. Dr. Ondřej Horák                   | (1793 Nenakonice na Moravě – po 1855 Lvov (?))                                       |
| 1834                   | Med. Dr. František Jan Mošner           | (25. července 1797 Dolní Mrač u Benešova – 2. února 1876 Kroměříž)                   |
| 1835                   | Phil. Dr. Johann Karl Nestler           | (16. prosince 1783 Vrbno pod Pradědem – 9. července 1842 Olomouc)                    |
| 1836                   | Theol. Dr. Jan Evangelista Mácha        | (16. prosince 1798 Ostrava – 5. listopadu 1845 Olomouc)                              |
| 1837                   | Jur. Dr. Jeroným Scari von Cronhof      | (1798 Welschmetz v jižním Tyrolsku (dn. Itálie) – 17. července 1845 Cleus, Tyrolsko) |
| 1838                   | Med. Dr. František Hauser               | (21. března 1799 Vídeň – 26. července 1857 Olomouc)                                  |
| 1839                   | Phil. Dr. Michael František von Canaval | (6. července 1798 Brno – 12. dubna 1868 Vídeň)                                       |
| 1840                   | Theol. Dr. František Kristián Wieser    |                                                                                      |
| 1841                   | Jur. Dr. Theodor von Pachmann           | (9. listopadu 1801 Hořetice u Žatce – 11. února 1881 Vídeň)                          |
| 1842                   | Med. Dr. Andreas Ludwig Jeitteles       | (24. listopadu 1799 Praha – 17. června 1878 Štýrský Hradec)                          |
| 1843                   | Theol. Dr. Tomáš Eichler                | (15. prosince 1800 Dřevohostice u Bystřice pod Hostýnem – 8. března 1864 Kyjov)      |
| 1844                   | Theol. Dr. Jan Rudolf Kutschker         |                                                                                      |
| 1845                   | Jur. Dr. Jan Koppel                     | (1799 Klimkovice u Opavy – po r. 1855 Krakov (?))                                    |
| 1846                   | Phil. Dr. Martin Ehrmann                | (6. listopadu 1795 Brno – 19. června 1870 Vídeň)                                     |
| 1847                   | Phil. Dr. Bedřich Franz, OPraem         |                                                                                      |
| 1848                   | Theol. Dr. Josef Malý                   | (3. prosince 1802 Dětřichov u Uničova – 17. října 1862 Prostějov)                    |
| 1849                   | Jur. Dr. Theodor von Pachmann           |                                                                                      |
| 1850                   | Phil. Dr. Karel Libor Kopecký           | (1. ledna 1812 Domašov nad Bystřicí – 30. května 1901 Brixlegg im Unterinntal)       |
| 1851                   | Theol. Dr. Josef Kisser                 | (1812 Fahndorf v Dolních Rakousích – 8. ledna 1893)                                  |
| 1852                   | Jur. Dr. František Weiss                | (1808 Šternberk – po r. 1860 Štýrský Hradec (?))                                     |
| 1853                   | Theol. Dr. Antonín Horný                | (29. dubna 1824 Strážnice - 12. října 1908 Vídeň)                                    |
| 1854                   | Prof. Jur. Dr. Adalbert Theodor Michel  | (15. dubna 1821 Praha – 30. srpna 1877 Axenfels am Vierwaldstätter See)              |
| 1855 – 17. května 1860 | Theol. Dr. Josef Mikula                 | (25. září 1816, Prusy - 9. března 1881, Mohelnice)                                   |

## Teologická fakulta (1860–1946)
Roku 1860 byla univerzita zrušena, zachována zůstala pouze teologická fakulta jakožto samostatná vysoká škola s právem promočním, která až do r. 1946 byla nositelkou kontinuity olomoucké univerzitní tradice.
Viz Seznam děkanů teologické fakulty v Olomouci.

## Rektoři Univerzity Palackého od r. 1946
| od                 | do                 | rektoři                                  | další údaje                                                  |
| ------------------ | ------------------ | ---------------------------------------- | ------------------------------------------------------------ |
| 30. dubna 1946     | červen 1949        | prof. PhDr. Josef Ludvík Fischer         | (6. 11. 1894 Praha – 17. 2. 1973 Olomouc)                    |
| červen 1949        | polovina roku 1953 | Jiřina Popelová-Otáhalová                | (29. února 1904, Praha – 14. června 1985 Praha)              |
| polovina roku 1953 | 1954               | prof. MUDr. Josef Hádlík                 | (23. 3. 1906 Velké Pavlovice – 22. 3. 1974 Velké Pavlovice)  |
| 1954               | 1963               | akademik MUDr. DrSc. Jaromír Hrbek       | (28. 6. 1914 Zliv u Českých Budějovic – 22. 7. 1992 Olomouc) |
| 15. listopadu 1963 | 31. srpna 1966     | doc. Eduard Manďák                       | (30. 12. 1910 Žopy u Holešova – 20. 11. 2001 Olomouc (?))    |
| 1. září 1966       | 1. října 1969      | prof. RNDr. Josef Metelka                | (21. 8. 1912 Jilemnice – 21. 8. 1979 Olomouc)                |
| říjen 1969         | 1981               | prof. MUDr. František Gazárek, CSc.      | (25. 11. 1912 Skalica – 14. 1. 1993 Olomouc)                 |
| 1981               | 26. července 1986  | prof. MUDr. Václav Švec, CSc.            | (22. 12. 1922 Karviná – 26. 7. 1986 Olomouc)                 |
| srpen 1986         | 21. prosince 1989  | prof. MUDr. Jaromír Kolařík, CSc.        | (* 11. 4. 1930 Prostějov – duben 2020)                       |
| 1. ledna 1990      | 31. ledna 1991     | prof. PhDr. Josef Jařab, CSc., dr. h. c. | (* 26. 7. 1937 Kravaře – 3. 5. 2023 Olomouc)                 |
| 1. února 1991      | 31. ledna 1994     | prof. PhDr. Josef Jařab, CSc., dr. h. c. | (* 26. 7. 1937 Kravaře – 3. 5. 2023 Olomouc)                 |
| 1. února 1994      | 31. ledna 1997     | prof. PhDr. Josef Jařab, CSc., dr. h. c. | (* 26. 7. 1937 Kravaře – 3. 5. 2023 Olomouc)                 |
| 1. února 1997      | 31. ledna 2000     | prof. RNDr. Lubomír Dvořák, CSc.         | (* 10. 7. 1940 Rokytnice (okres Přerov))                     |
| 1. února 2000      | 31. ledna 2003     | prof. MUDr. PhDr. Jana Mačáková, CSc.    | (* 8. 6. 1943 Uherské Hradiště)                              |
| 1. února 2003      | 31. ledna 2006     | prof. MUDr. PhDr. Jana Mačáková, CSc.    | (* 8. 6. 1943 Uherské Hradiště)                              |
| 1. února 2006      | 31. ledna 2010     | prof. RNDr. Lubomír Dvořák, CSc.         | (* 10. 7. 1940 Rokytnice (okres Přerov))                     |
| 1. února 2010      | 31. ledna 2014     | prof. RNDr. Miroslav Mašláň, CSc.        | (* 6. května 1957 ve Zlíně)                                  |
| 1. února 2014      | 31. ledna 2018     | prof. Mgr. Jaroslav Miller, M.A., Ph.D.  | (* 8. ledna 1971 v Šumperku)                                 |
| 1. února 2018      | 30. dubna 2021     | prof. Mgr. Jaroslav Miller, M.A., Ph.D.  | (* 8. ledna 1971 v Šumperku)                                 |
| 1. května 2021     | 30. dubna 2025     | prof. MUDr. Martin Procházka, Ph.D.      | (* 8. července 1970 v Ostravě)                               |
| 1. května 2025     |                    | doc. JUDr. Michael Kohajda, Ph.D.        | (* 23. ledna 1981 v Šumperku)                                |